# Ommatius flavipes
Ommatius flavipes là một loài ruồi trong họ Asilidae. Ommatius flavipes được Loew miêu tả năm 1858.